# Hélène Riff
Pour les articles homonymes, voir Riff.
Hélène Riff est une auteure et illustratrice française en littérature jeunesse, née en 1969.

## Biographie
Hélène Riff est née à Alger de parents coopérants (son père est prof de sport, sa mère prof de physique) et y grandit ses dix premières années dans une famille de six enfants, avant d'arriver en France en 1979,. Elle suit ensuite plusieurs cursus de formation : École des beaux-arts de Montpellier, École des Arts appliqués de Lyon, puis atelier d'illustration aux Arts décoratifs de Strasbourg,, dont elle est diplômée en 1992.
Elle passe ensuite dix ans à Paris où elle donne naissance à son premier enfant en 2001 et son deuxième en 2004. Avec son conjoint Cédric Ramadier, elle s'installe alors à Arles,, où naît son troisième en 2010.
Deux des ouvrages qu'elle a écrits et illustrés font partie de la « Bibliothèque jeunesse idéale de la BnF » : Le Jour où papa a tué sa vieille tante (1997) et Le Tout Petit Invité (2005). Ce dernier est « Coup de cœur »  du Centre national de la littérature pour la jeunesse (BnF), qui écrit dans son avis critique : « Hélène Riff nous comble de bonheur avec cette métaphore sur l'arrivée d'un bébé dans la famille. Originale, délicate, sensible, drôle et subtile, elle n'a pas son pareil pour mettre en place un univers plein de légèreté et de fantaisie dans des scènes aux détails esquissés qui en font toute la saveur et communiquent une véritable joie de vivre. »
En 2007, le festival BD à Bastia lui consacre une exposition.
Elle est membre de la Charte des auteurs et illustrateurs jeunesse. Sur le site de la Charte, elle se présente en détail.

## Œuvres
Elle a publié plusieurs ouvrages,.
- La Chaussette jaune, Albin Michel Jeunesse, coll. « Zéphyr », 1995 ; rééd. 2018
- Le Jour où papa a tué sa vieille tante[9], Albin Michel Jeunesse, 1997
- Comment l’éléphant a perdu ses ailes, textes de Marie Nimier, Albin Michel Jeunesse, coll. « Histoires d'éléphant », 1997
- Le Voyage, œuvre collective, La Martinière jeunesse, 1998
- Papa se met en quatre, Albin Michel Jeunese, 2004
- Le Tout Petit Invité[5] , Albin Michel Jeunesse, 2005
- Le Calendrier des tâches, texte de Rascal, L'École des loisirs-Pastel, 2007
- L'Ours qui a vu l'homme qui a vu l'art, L'École des loisirs-Pastel, 2008
- Premier soleil, Hélène Riff et Marc Boutavant, Albin Michel Jeunesse, 2017

## Prix et distinctions[7]
- 1997 : Totem album pour Le jour où papa a tué sa vieille tante
- 2005 : Prix Octogones catégorie Albums pour Le tout-petit invité
- 2006 : (international) « Honour List » 2006[10] de l' IBBY pour Papa se met en quatre

## Adaptations scéniques[7]
- « Le jour où papa a tué sa vieille tante », adapté de l’album Le jour où papa a tué sa vieille tante, mise en scène de Virginie Gaillard. Laval, Cie Art Zygote[11], 1998
- « La chaussette jaune », d’après l’album La chaussette jaune, mise en scène Anne-Claude Romarie Laval, Cie Art Zygote, 2005
- « Une surprise », d’après Papa se met en quatre, mise en scène Élise Blaché. Compagnie La Reine Peinte, 2008

## Articles
- Rauzier, Hélène, « Hélène Riff, illustratrice ou l’art du minuscule », Inter BCD (Centre d'études et de l'information scolaires), n°16-17, 1999, p.32-33
- « Hélène Riff », AEIOU (revue de littérature pour la jeunesse éditée par le Conseil régional de Champagne-Ardenne, Office régional culturel), n°2, 2003, p. 1-34
- « Entretien avec Hélène RIff », Livres au trésor : sélection 2005 (Livres au trésor, Centre de ressources en Seine-Saint-Denis sur le livre de jeunesse, Ville de Bobigny/Conseil général de la Seine-Saint-Denis), décembre 2005, p. 11
- Véronique Soulé, « Hélène Riff et l’album Le jour où papa a tué sa vieille tante », in Images des livres pour la jeunesse : lire et analyser, Paris, Thierry Magnier, 2006, p. 116-129
- « Questions à Hélène Riff », Le biblionaute (journal de la médiathèque de Roubaix), n°9, 2007, p.2-3